# Rundfunkjahr 2004

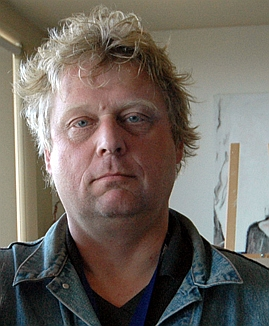
2004: Der niederländische Regisseur und Satiriker Theo van Gogh wird ermordet

Liste der Rundfunkjahre

◄◄ | ◄ | 2000 | 2001 | 2002 | 2003 | Rundfunkjahr 2004 | 2005 | 2006 | 2007 | 2008 | ► | ►►

Weitere Ereignisse

## Allgemein
- Mai – Durch Veröffentlichungen von Fotos im Internet wird der Abu-Ghuraib-Folterskandal bekannt. Erstmals seit der Ausrufung des „Krieges gegen den Terror“ müssen sich die amerikanische und die britische Regierung mit dem Vorwurf der systematischen Folterung von Gefangenen auseinandersetzten und öffentlich entschuldigen.
- Juli – Sony stellt die Hi-MD, eine Weiterentwicklung der MiniDisc vor. Die Markteinführung der bis 1 Gigabyte speichernden Datenträger erfolgt aufgrund des massiven Druckes der durch die allgemeine Verbreitung von Musikdateien im MP3-Format entstanden ist. Die Kopierschutzbeschränkungen fallen vollständig jedoch erst mit der 2006 aufgelegten dritten (und letzten) Generation. Damit können Dateien zwischen dem PC und dem Minidiscrekorder in beiden Richtungen ausgetauscht werden.

## Hörfunk
- 5. Januar – Die Ed Schultz Show geht in Fargo, North Dakota zum ersten Mal auf Sendung. Das Programm wird in den USA landesweit von über 100 Radiostationen übernommen.
- 27. Februar – Das vom ORF-Landesstudio Tirol produzierte Hörspiel Die Beichte von Felix Mitterer wird zum Hörspiel des Jahres gewählt.[1]
- 21. März – Sendestart von Radio AGORA, eines slowenischsprachigen Radioprogramms für Kärnten.
- 31. März – In den USA schließen sich die Sender WLIB (New York), WNTD (Chicago), KBLA (Los Angeles), KCCA (San Bernardino), KPOJ (West Palm Beach, Florida) und WMNN (Minnesota) zum Air America Radio Network zusammen. Der Sender, der etwa 1,5 Millionen Hörer erreicht, ist vor allem auf politisch kontroversielle Diskussionsrunden spezialisiert.
- 7. Juni – Die österreichische Schriftstellerin Elfriede Jelinek wird für ihr vom BR produzierten Hörspiel Jackie mit dem Hörspielpreis der Kriegsblinden ausgezeichnet.[2]
- 1. Oktober – Österreich feiert achtzig Jahre Radio.
- 8. Dezember – KroneHit wird als ersten privaten Hörfunkanbieter in Österreich eine bundesweite Lizenz erteilt.

## Fernsehen

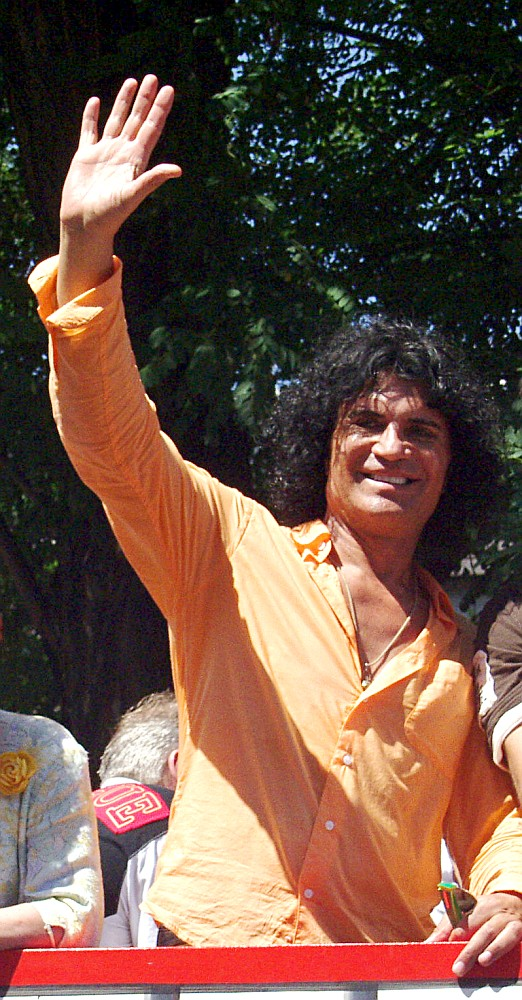
2004: RTL beginnt mit Ich bin ein Star – Holt mich hier raus!

- 10. Januar – Auf RTL wird die erste deutschsprachige Staffel von Ich bin ein Star – Holt mich hier raus! ausgestrahlt.
- 25. Januar – In Los Angeles werden die 61. Golden Globe Awards verliehen. Die Fernsehserien 24 und The Office werden in der Kategorie Fernsehserie als bestes Drama bzw. beste Comedyserie prämiert[3].
- 24. Februar – Im ORF 1 beginnt mit der deutschsprachigen Erstausstrahlung der Comedyserie Gilmore Girls.
- 4. März – Auf MTV ist die erste Folge der Tuningshow Pimp My Ride zu sehen.
- 24. März – ProSieben beginnt mit der deutschsprachigen Erstausstrahlung der Dokusoap The Simple Life in der sich Paris Hilton und ihre Freundin Nicole Richie einen Monat lang ohne Luxus, Geld und Kreditkarten durchs Leben schlagen müssen.
- 19. April – Bei der Goldenen Rose von Montreux wird unter anderem die Knetanimationsserie Creature Comforts sowie die deutsche Schauspielerin Felicitas Woll für ihre Leistung als Hauptdarstellerin in der ARD-Serie Berlin, Berlin ausgezeichnet.[4]
- 11. Mai – VOX beginnt mit deutschsprachigen Erstausstrahlung der HBO-Serie Six Feet under.
- 19. Mai – Der ORF muss die Rechte an der Fußball-Bundesliga an den Pay-TV-Kanal Premiere abtreten.[5]
- 21. Juni – Im Großraum Wien nimmt Puls TV als zweiter in Österreich terrestrisch empfangbarer Privatsender seinen offiziellen Betrieb auf.
- 2. August – Auf MTV wird die erste Folge von Sarah Kuttner – Die Show ausgestrahlt. Die von Sarah Kuttner im Stil einer Late-Night-Show moderierte Sendung ist nach einem Senderwechsel zu VIVA bis August 2006 zu sehen.
- 2. Oktober – Die 150. Ausgabe der Fernsehshow Wetten, dass..? wird von Berlin aus live ausgestrahlt.
- 11. Oktober – Auf ProSieben hat die Comedyserie Stromberg Premiere.
- 14. Oktober – KI.KA strahlt erstmals die Zeichentrickserie Hexe Lilli aus.
- 15. Dezember – Der österreichische Sender ATV beginnt mit der deutschsprachigen Erstausstrahlung von Nip/Tuck – Schönheit hat ihren Preis.
- 23. Dezember – Das Erste strahlt die erste Folge der Late-Night-Show Harald Schmidt aus.

## Gestorben
- 2. März – Berndt Egerbladh, schwedischer Komponist, Jazzpianist und Fernsehmoderator
- 30. März – Sir Alistair Cooke, britischer Radiomoderator (Masterpiece Theatre, Letter from America, 1946–2004) stirbt 95-jährig in New York.
- 2. April – Martin Teich, deutscher Meteorologe und Wetterpräsentator beim ZDF stirbt 92-jährig in Offenbach am Main.
- 14. Mai – Günter Gaus, deutscher Fernsehjournalist, Diplomat und Politiker stirbt 74-jährig in Hamburg-Altona. Gaus wurde besonders durch seine langjährigen Interviewreihen Zur Person und Zu Protokoll bekannt.
- 16. Juni – Ursula Lillig, deutsche Schauspielerin und Hörspielsprecherin, die vor allem durch ihre Rolle als Helga Legrelle in der 7-teiligen Fernsehserie Raumpatrouille bekannt wurde, stirbt 65-jährig in Frankfurt am Main.
- 21. Juli – Baldur Seifert, deutscher Radiomoderator (Sonntagskonzert, SWR) stirbt 68-jährig.
- 29. Juli – Nafisa Joseph, indische Fernsehmoderatorin (MTV India) und Model stirbt 26-jährig in Mumbai.
- 1. August – Magdalena Müller, deutsche Sportjournalistin und Fernsehmoderatorin stirbt 63-jährig in Augsburg.
- 8. August – Willibald Hilf, ehemaliger Intendant des Südwestrundfunks und Vorsitzender der ARD zwischen 1986 und 1987 stirbt 73-jährig.
- 9. August – Annemarie Marks-Rocke, deutsche Schauspielerin, Schauspiellehrerin und Hörspielsprecherin stirbt 102-jährig in Hamburg-Eppendorf.
- 25. August – Otto Anton Eder, österreichischer Schauspieler und Fernsehregisseur (Club 2, Wünsch dir was) stirbt 74-jährig.
- 17. September – Bert Breit, österreichischer Komponist und Featureautor stirbt 77-jährig.
- 16. Oktober – Burk Mertens, Kölner Radiomoderator stirbt 54-jährig.
- 16. Oktober – Mario Santi, schweizerischer Sportkommentator stirbt 63-jährig in Kenia.
- 25. Oktober – John Peel, britischer Hörfunkmoderator (John Peel’s Music on BFBS) stirbt 65-jährig in Cusco, Peru.
- 6. November – Serge Adda, ehemaliger Präsident des französischen Fernsehsenders TV5 Monde stirbt 56-jährig in Paris.
- 11. November – Uwe Arkuszewski, deutscher Radiomoderator, stirbt 42-jährig Henstedt-Ulzburg.
- 7. Dezember – Winfried Scharlau, Fernsehkorrespondent des NDR vor allem in Südostasien und Moderator der ARD-Sendung Weltspiegel, stirbt 70-jährig in Hamburg.